# Stratégie du troisième voisin
La stratégie du troisième voisin ou politique du troisième voisin désigne la volonté du gouvernement mongol à impliquer des partenaires économiques différents de la Chine et la Russie pour rééquilibrer le poids des deux géants dans le pays. Cela permettrait de réduire la vulnérabilité stratégique à laquelle le pays est exposé et également de préserver l'identité Mongole. Cette approche est reconnue comme politique étrangère par le Grand Khural d'État en 2011.  L'économie de la Mongolie dépend de l'exploitation des ressources minérales du pays, qui comprennent le cuivre, l'or, l'uranium et le charbon, et le pays est donc vulnérable aux pressions des pays étrangers et des entreprises impliquées dans l'extraction des ressources. Cet assujettissement est tellement marqué qu'il va donner naissance au terme Mine-golie.

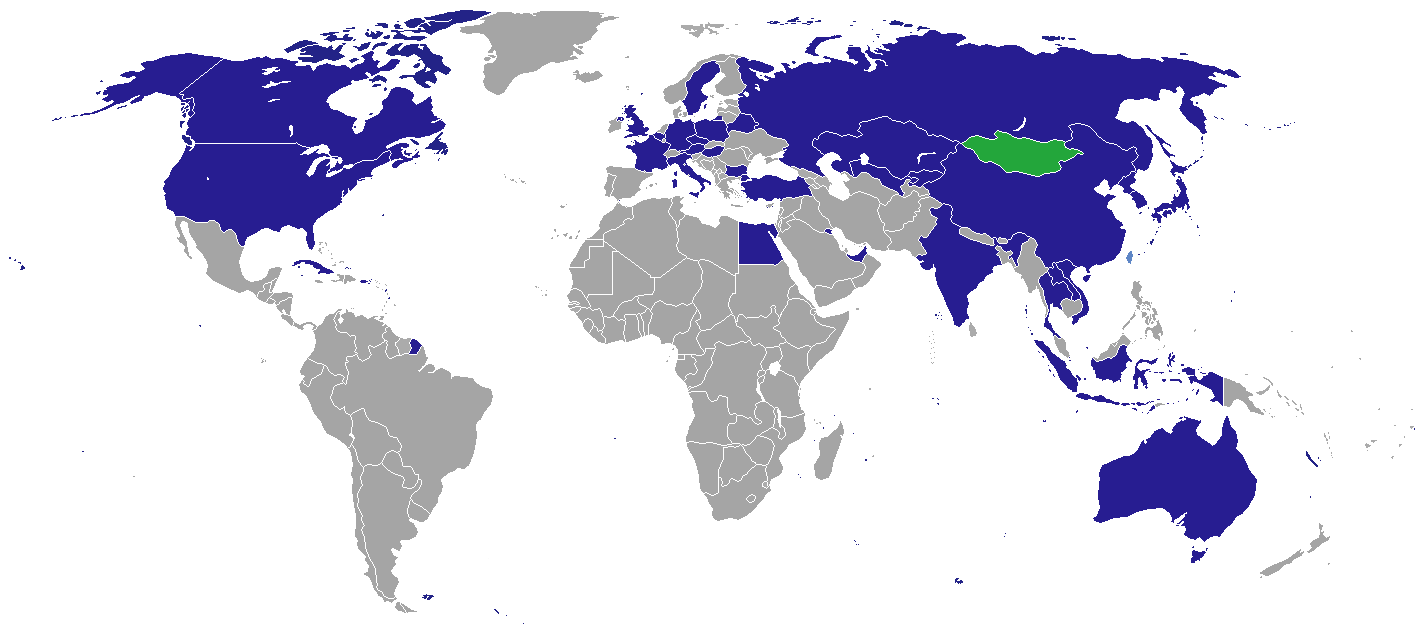
Représentation de la présence mongole sur les territoires étrangers par le biais d'un groupe de diplomate représentant l'État. Ici le bleu marine illustre les pays possédants au moins une ambassade mongole, le bleu clair indique les pays en cours de négociation pour l'installation d'une délégation.

## Histoire
Cette politique sécuritaire est le fruit d'une histoire conflictuelle entre les trois voisins. Sous l'ère de Gengis Khan, la Mongolie a conquis une partie de la Russie jusqu'à la porte de l'Europe Occidentale et a dominé toute la Chine à l'apogée de l'Empire Mongol en 1279. En 1820, la dynastie chinoise des Qing s'est étendue jusqu'en Mongolie et a créé deux divisions administratives différentes dont ressort la Mongolie-Intérieure, cette séparation perdure jusqu'à la fin de la Chine impériale en 1911. Les Chinois sont néanmoins de retour en 1921 mais ils se font chasser rapidement après la révolution socialiste de 1921 soutenue par les Russes. La proclamation de la République populaire mongole en 1924 marque l'entrée du pays en tant que État satellite de l'URSS mais indépendant jusqu'à l'éclatement du régime soviétique. En 1990, la Mongolie se libère de la tutelle soviétique et organise des élections libres, en janvier 1992 une nouvelle constitution instaure une démocratie parlementaire.
Malgré l'indépendance politique visible du pays, la Mongolie n'arrive pas à se dégager de l'influence économique de ses deux voisins surtout celle de la Chine. Le voisin du Sud est le premier fournisseur devant la Russie et premier client, elle reçoit 87 % des exportations mongoles, essentiellement des produits miniers. D'autre part la Chine fournit aussi un accès à quatre ports pour ses exportations, ceux de Dandong, Dalian, Qingdao et Tianjin. Cette dépendance est également contraignante sur le plan diplomatique, la Mongolie adopte un positionnement neutre, voire de soutien, face à des crises ou conflits qui concernent ses voisins : Taïwan, le Tibet ou la guerre en Ukraine.
D'un point de vue culturel, les autorités mongoles de la période socialiste ont interdit les célébrations de l'icône unificatrice du pays, Gengis Khan, symbole de l'époque féodale. L'installation du modèle soviétique marque aussi la persécution régulière des moines bouddhistes notamment à cause de la propagande athéiste du régime et des purges orchestrés contre les lamas. De plus la République populaire de Chine a adopté une politique d'intégration de l'héritage de Gengis Khan en associant Mandchous et Mongols comme composante dans l'histoire chinoise.

## Mise en place
Avant que le gouvernement mongol se lance dans la recherche d'un troisième voisin, il y a deux plans d'action qui existent. Le premier est de posséder une force d'autodéfense permettant de garantir la sanctuarisation du territoire face au potentiel d'agression de ses deux voisins. Le deuxième est de jouer des concurrences entre la Chine et la Russie pour se laisser une marge de manœuvre. Le troisième est donc de multiplier les partenariats afin de pouvoir exister et s'extirper de l'enclavement, dont voici quelques exemples.
Depuis que la Mongolie a déclaré son indépendance, des tentatives ont été faites pour briser cette dépendance en intensifiant les relations bilatérales et multilatérales avec les pays du monde occidental. Dans un acte d'équilibre, les connexions dans le domaine culturel, politique et économique doivent être maintenues sans mettre en danger les bonnes relations avec les deux pays voisins. Outre les États-Unis et les États de l'Union européenne, le Japon est également devenu un pays partenaire privilégié. En outre, la Mongolie est impliquée dans de nombreuses  organisations internationales, telles que l'Organisation pour la sécurité et la coopération en Europe, l'ASEAN et la Banque mondiale et fournit également des troupes aux missions internationales de maintien de la paix de l'Organisation des Nations unies.

### États-Unis
Les relations diplomatiques entre les deux États ont commencé en 1987. Depuis, la signature de nombreux accords bilatéraux permet à la Mongolie de pouvoir s'émanciper petit à petit de la dépendance aux marchés des deux voisins.
Par exemple en 1994, les deux pays ont signé un traité bilatéral d'investissement rentré en vigueur en 1997. La Mongolie bénéficie aussi d'un statut de normal trade relations avec les USA depuis 1999.
Ce qui place les États-Unis en tant que 3e partenaire économique après la Chine et la Russie avec 539 millions de dollars (2012) de biens échangés et notamment 292 millions de dollars investis dans l'économie Mongole dont 38 % redirigés vers le secteur minier.
En contrepartie, la Mongolie a renforcé ses implications dans les opérations de maintien la paix de l'ONU. Elle coopère également avec l'OTAN et a soutenu la présence américaine en Irak.

### Japon
Les rapports nippo-mongols ont commencé en 1972. Mais l'intérêt des Japonais s'est manifesté assez récemment, grâce à la présence dans le sumo, sport national japonais, de 3 lutteurs mongols s'étant hissés au rang suprême de yokonuza.
Sur le plan diplomatique, le pays au ciel bleu se présente comme intermédiaire entre la Corée du Nord et le Japon pour les affaires de kidnapping de citoyens japonais en Corée du Nord. Il s'agit pour la Mongolie d'attirer l'intérêt des Japonais en jouant des longues relations entre la Russie avec lesquelles les Nippons souhaitent dialoguer. On peut remplacer la Russie par la Corée du Nord et on comprend leur intervention dans ce dossier.
Sur le plan économique, en 2015, les deux États ont signé un Economic partnership Agreement (EPA). Il est rentré en vigueur en juin 2016. Par ailleurs cet accord confirme l'importance que donne le Japon par rapport à la Mongolie, le Japon voit la Mongolie en tant que « partenaire stratégique ». Lors de l'anniversaire des 45 ans de coopération entre les deux pays, les deux ministres des affaires étrangères Seiji Kihara (Japon) et Lundeg Purevsuren (Mongolie) ont échangé sur plusieurs champs et ont rappelé l'importance de renforcer cette relation doublement profitable pour les prochaines années à venir.

### France
La Mongolie a établi des rapports diplomatiques avec la France depuis 1965, l'année de la reconnaissance de la Mongolie par la France. Et seulement quelques années plus tard, elle possède une ambassade à Paris. La France est considérée par la Mongolie comme un modèle notamment par la capacité de faire entendre sa voix indépendante, d'un point de vue politique le rôle qu'elle joue au sein de l'Union Européenne représente pour elle une chance. La France considère par ailleurs la Mongolie comme un « partenaire privilégié ».
Mais c'est principalement depuis les années 90 que la coopération s'est renforcée. En 1996, le président Punsalmaagiyn Ochirbat est le premier chef d'État mongol se rendant en France, il signe un accord d'amitié et de coopération. En 2003, le secrétaire d'État Renaud Muselier se rend en Mongolie dans l'espoir de développer des rapports politiques et économiques à la mesure de la croissance en Asie. En 2010, Anne-Marie Idrac se rend dans le pays du ciel bleu et signe un accord de coopération bilatéral favorisant la présence de la France dans l'exploitation de l'uranium en Mongolie. En 2015, pour le cinquantenaire de la coopération franco-mongole, Tsakhiagiyn Elbegdorj s'est rendu en France afin de consolider les relations et cela a permis la signature de plusieurs accords bilatéraux notamment d'intentions de coopération éducative, culturelle, scientifique et technique. En Mai 2023, Emmanuel Macron est le premier président français qui se déplace en Mongolie. Le chef d'État français rencontre le premier ministre mongol pour discuter de la position politique de la Mongolie face à la Russie sur le sujet de la guerre en Ukraine mais aussi du développement d'un projet de mine d'uranium. opérer par la société française Orano.
La France est assez présente dans le secteur minier mongol, l'entreprise Orano développe des activités d'exploration minière depuis plus de 20 ans en coopération avec l'entreprise mongole MonAtom et japonaise Mistubishi Corporation.
Le CEA a conclu un accord de coopération avec l'agence mongole pour l’énergie atomique (NEC) permettant à la France de pouvoir améliorer les réussites du projet industriels français afin que la Mongolie soit également bénéficiaire du développement de cette industrie.